# Comité Nacional de Productividad
El Comité Nacional de Productividad es un órgano administrativo del gobierno federal mexicano dependiente del ejecutivo federal con carácter de órgano consultivo y auxiliar en materia de productividad y empleo. Fue creado mediante decreto presidencial el 17 de mayo de 2013 e instalado por el presidente Enrique Peña Nieto el 28 de mayo del mismo año.

## Antecedentes
En septiembre de 2013 se aprobó una reforma a la Ley Federal del Trabajo de México publicadas en el Diario Oficial de la Federación el 30 de noviembre de 2012. En dicha reforma se modificaron los artículos 153-K y 153-L de dicha ley, los cuales en su redacción anterior le daba a la Secretaría del Trabajo y Previsión Social la facultad de constituir Comités Nacionales de Capacitación y Adiestramiento mediante la convocación de "patrones, sindicatos y trabajadores libres". Asimismo, existía con anterioridad el Comité Nacional de Productividad e Innovación Tecnológica A.C. conocido como "Compite", creado en 1996 y que auxiliaba al gobierno federal en dichos temas.
Con las modificaciones realizadas, el artículo 153-K crea como obligación conjunta de la Secretaría del Trabajo y Previsión Social y la Secretaría de Economía la constitución de un "Comité Nacional de Productividad", conformado por patrones, sindicatos, trabajadores e instituciones académicas como órgano consultivo del Ejecutivo Federal, estableciendo además sus facultades. Mientras que el 153-L determinó que el ejecutivo federal sería quien fijara las bases para su conformación y funcionamiento.

Artículo 153-L. El Titular del Ejecutivo Federal fijará las bases para determinar la forma de designación de los miembros de la Comisión Nacional de Productividad, así como las relativas a su organización y funcionamiento. Sujetándose a los principios de representatividad e inclusión en su integración. (...)

Siguiendo este último artículo, el presidente Enrique Peña Nieto expidió el 17 de mayo de 2013 el decreto por el que se creaba dicho comité
Por último, pocos días después, el 28 de mayo de 2013, dicho comité se instala oficialmente por primera vez.

## Funciones
Conforme a la Ley Federal del Trabajo, a este Comité le corresponden las siguientes funciones:
1. Realizar el diagnóstico nacional e internacional de los requerimientos necesarios para elevar la productividad y la competitividad en cada sector y rama de la producción, impulsar la capacitación y el adiestramiento, así como la inversión en el equipo y la forma de organización que se requiera para aumentar la productividad, proponiendo planes por rama, y vincular los salarios a la calificación y competencias adquiridas, así como a la evolución de la productividad de la empresa en función de las mejores prácticas tecnológicas y organizativas que incrementen la productividad tomando en cuenta su grado de desarrollo actual;
2. Colaborar en la elaboración y actualización permanente del Catálogo Nacional de Ocupaciones y en los estudios sobre las características de la tecnología, maquinaria y equipo en existencia y uso, así como de las competencias laborales requeridas en las actividades correspondientes a las ramas industriales o de servicios;
3. Sugerir alternativas tecnológicas y de organización del trabajo para elevar la productividad en función de las mejores prácticas y en correspondencia con el nivel de desarrollo de las empresas;
4. Formular recomendaciones de planes y programas de capacitación y adiestramiento que permitan elevar la productividad;
5. Estudiar mecanismos y nuevas formas de remuneración que vinculen los salarios y, en general el ingreso de los trabajadores, a los beneficios de la productividad;
6. Evaluar los efectos de las acciones de capacitación y adiestramiento en la productividad dentro de las ramas industriales o actividades específicas de que se trate;
7. Proponer a la Secretaría del Trabajo y Previsión Social la expedición de normas técnicas de competencia laboral y, en su caso, los procedimientos para su evaluación, acreditación y certificación, respecto de aquellas actividades productivas en las que no exista una norma determinada;
8. Gestionar ante la autoridad laboral el registro de las constancias relativas a conocimientos o habilidades de los trabajadores que hayan satisfecho los requisitos legales exigidos para tal efecto;
9. Elaborar e implementar los programas a que hace referencia el artículo anterior;
10. Participar en la elaboración del Plan Nacional de Desarrollo;
11. Emitir opinión y sugerir el destino y aplicación de recursos presupuestales orientados al incremento de la productividad.

## Estructura
Tal como lo dice el decreto de creación del Comité, este se encuentra integrado por 21 personas representando los intereses del gobierno, patrones, sindicatos, trabajadores e instituciones académicas, de la manera siguiente:
- El secretario de Hacienda y Crédito Público, quien preside.
- El secretario de Economía.
- El secretario de Educación Pública.
- El secretario del Trabajo y Previsión Social.
- El director general del Consejo Nacional de Ciencia y Tecnología
- Cinco representantes de organizaciones empresariales.
- Cinco representantes de organizaciones sindicales de trabajadores.
- Cuatro representantes de instituciones de educación superior.
- Un representante de institución de educación técnica media superior, y
- Un representante de institución de capacitación para el trabajo.